# ジェンセン・アクレス
ジェンセン・アクレス（Jensen Ackles、1978年3月1日 - ）は、アメリカ合衆国の俳優。テキサス州ダラス出身。本名はジェンセン・ロス・アクレス（Jensen Ross Ackles）。身長は186cm（6フィート1¼インチ）あり、瞳の色はヘイゼルグリーン。現在はオースティン在住。
CWネットワークのテレビシリーズ『スーパーナチュラル』でディーン・ウィンチェスター役を演じていた。『デイズ・オブ・アワ・ライブス』のエリック・ブレイディ役（デイタイム・エミー賞に何度かノミネートされている）、『ダークエンジェル』のアレック（X5-494）役、『ヤング・スーパーマン』（原題は『スモールヴィル（Smallville）』）のジェイソン・ティーグ役で有名である。また、興行的に成功した『マイ・ブラッディ・バレンタイン3D』では主演を務め、人気アニメ映画『バットマン：アンダー・ザ・レッド・フッド』ではジェイソン・トッドの声を担当した。

## 来歴

### 生い立ち
ジェンセン・アクレスはテキサス州ダラスで、俳優のアラン・ロジャー・アクレスとドナ・ジョアン・シャファーの間に生まれた。兄弟は兄ジョシュアと妹マッケンジー。イングランド、アイルランド、スコットランドの血を引いている。
1990年にダートマス小学校を卒業し、1993年にはアポロ中学校、1996年にはLVバークナー高校を卒業している。スポーツジャンキーで、サッカー、ラクロス、野球、バスケットボールが大好き。高校では野球とラクロスのチームでプレーしたこともある。彼が演技の虜になったのは、ダラスで俳優をしていた父親の影響が大きかったからだという。
父親が台本を勉強しているのをよく見ていたそうで、それが業界のことを少しだけ教えてくれた。高校時代の終わり頃、彼は演劇の授業を受けるようになり、その中で自分は唯一の「ジョック」（＝学校カーストの最上位に所属している生徒）だと主張していた。彼がちょうど2年生の時、ジェンセンの友人が地元の演技セミナーに参加しないかと誘ってきた。クレイグ・ワーゴとエージェントの「マイケル・アインフェルド」の2人はジェンセンの才能に興味を持ち、一緒にロサンゼルスに行きたいと考えていた。
ジェンセンはテキサス工科大学に合格しておりその後はスポーツ医学を学び、理学療法士になろうと考えていたためその申し出を断らなければならなかった。しかし入学式当日ロサンゼルス行きを決め（一時は彼らから忘れ去られると思っていたが）、彼らの助けを借りることができた。

### キャリア

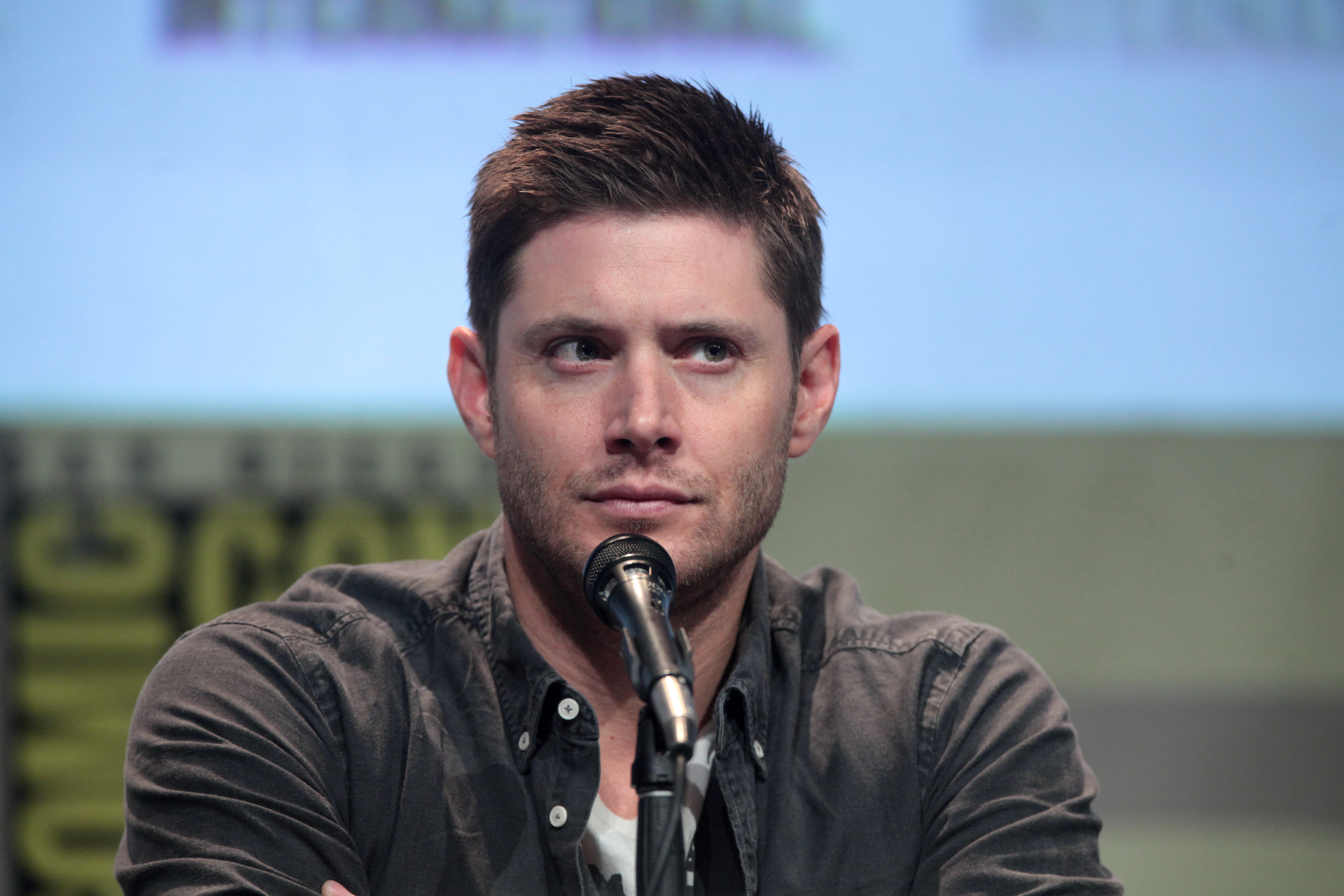
カリフォルニア州サンディエゴのサンディエゴ・コンベンション・センターで開催された2015年サンディエゴ・コミック・コン・インターナショナルで『スーパーナチュラル』のために講演するジェンセン・アクレス

2歳の時にモデルを始めた。4歳になってからはナビスコ、ラジオシャック、ウォルマートのテレビコマーシャルに出演し始めた。アクレスが俳優業に専念し始めたのは1996年からである。彼は『ミスターローズ』『スウィート・ヴァレー・ハイ』『シビル』にゲスト出演した後、1997年NBCのソープオペラ『デイズ・オブ・アワ・ライブス』のエリック・ブレイディ役にキャスティングされた。その活躍により、1998年にはソープオペラダイジェストアワード最優秀新人男優賞を受賞し、1998年から2000年までの3回に渡りデイタイム・エミー賞ドラマシリーズ優秀若手男優賞にもノミネートされている。

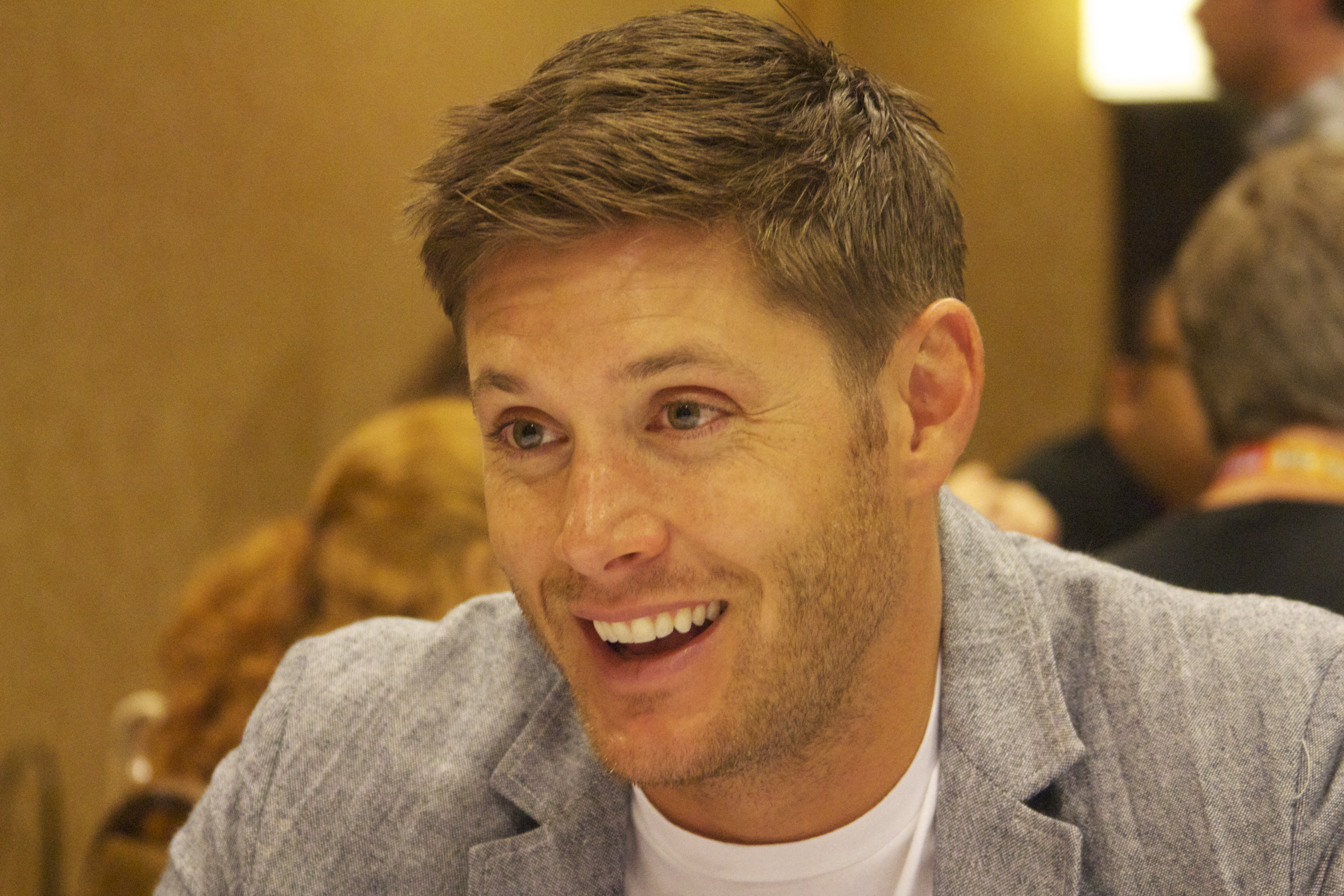
サンディエゴ・コミコン・インターナショナル2012に出演したジェンセン・アクレス

アクレスは2000年に『デイズ・オブ・アワ・ライブス』を離れた後、マリリン・モンローの生涯を描いたミニシリーズ『ブロンド』ににエディ・G役で出演した。また彼は『ヤング・スーパーマン』の若きクラーク・ケント役のオーディションも受けたが、この役はトム・ウェリングが演じることになった。役の獲得に失敗した後、2001年、FOXネットワークのジェームズ・キャメロンのテレビシリーズ『ダークエンジェル』にて、主人公マックス（X5-452、ジェシカ・アルバ）の「兄弟」であり連続殺人鬼のベン（X5-493）役としてゲスト出演をした。彼の演じたキャラクターはそのエピソード内で死亡したが、第2シーズンにはレギュラーキャラクターであるベンの双子の弟アレック（X5-494）として戻ってきた。彼は2002年にこのドラマが打ち切りとなるまでレギュラーキャストだった。
2003年を通じてアクレスは安定した活躍をみせた。ワーナー・ブラザースの人気ドラマ『ドーソンズ・クリーク』の最終シーズンではジェン・リンドリー（ミシェル・ウィリアムズ）の恋人CJ役を演じ、その後はFOXネットワークの未放送作品『スティルライフ』で突然の制作打ち切りになるまでの数話を撮影した。2004年には短編映画『ザ・プライト・オブ・クラウナナ』で端役を演じている。またアクレスは『トゥルー・コーリング』のプロデューサーに、第2シーズンでのトゥルー・デイビーズ（エリザ・ドゥシュク）の恋人役に一番に指名されていたが、彼はその役を断った。そのためその役は別の俳優が演じたが『トゥルー・コーリング』のプロデューサーがアクレスの名前を気に入っていたため、役名は「ジェンセン」となった。
2004年、アクレスは『ヤング・スーパーマン』において、アシスタント・フットボールコーチであり、ラナ・ラング（クリスティン・クルック）に恋心を寄せるジェイソン・ティーグ役でレギュラーとなり、『ダークエンジェル』の撮影地でもあったバンクーバーに戻ってきた。また2005年には映画『いけにえ』（原題は『ディバウアー（Devour）』）に主演、ジェイク・グレイを演じ、ジェイクの父親役であった実父の俳優アラン・アクレスとも共演を果たした。
『Men's Fitness』（2006年10月）や『Hollywood Life』（2007年6月）のファッション撮影でもモデルを務めてる。

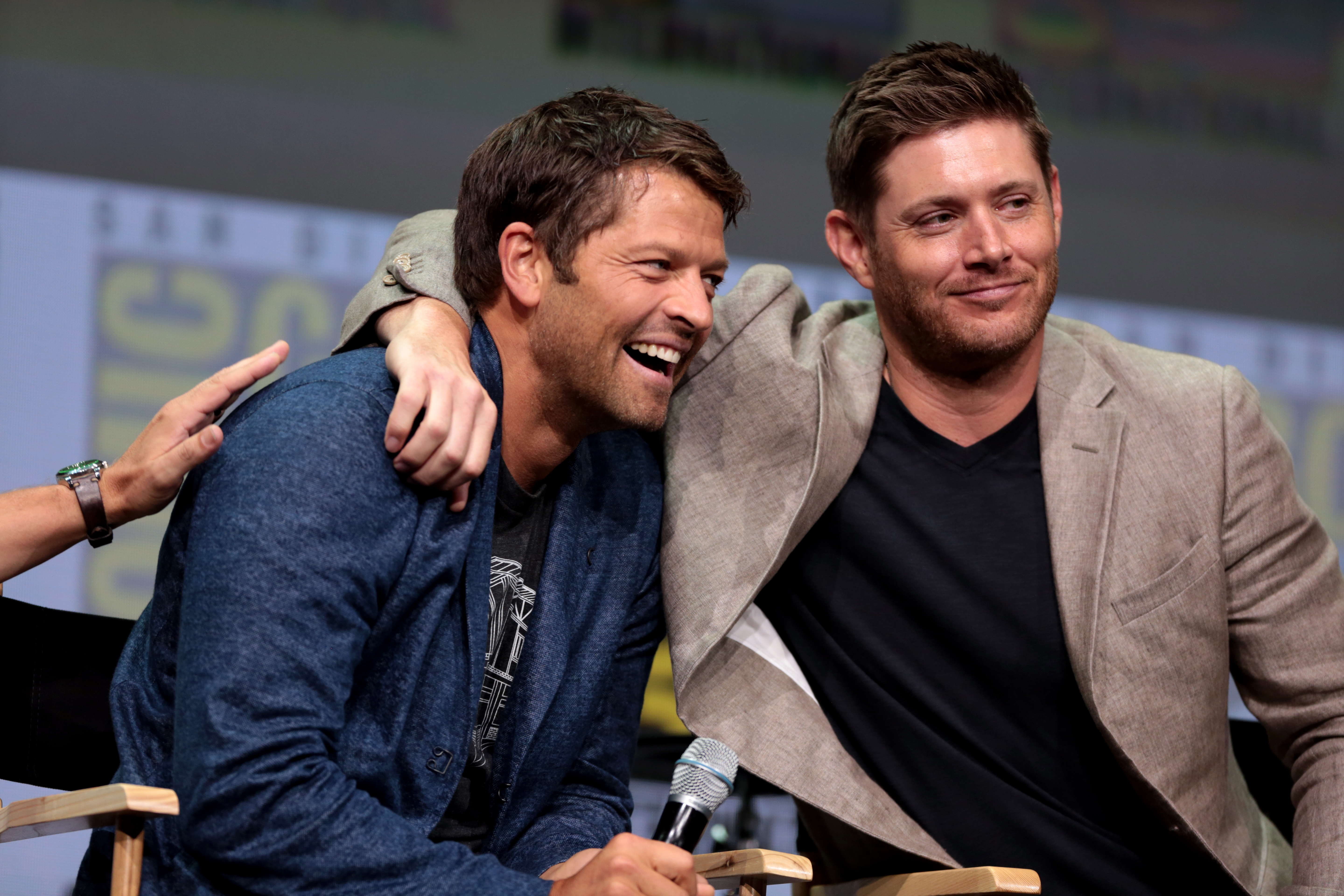
2017年サンディエゴ・コミコン・インターナショナルで『スーパーナチュラル』のために登壇したミーシャ・コリンズとジェンセン・アクレス

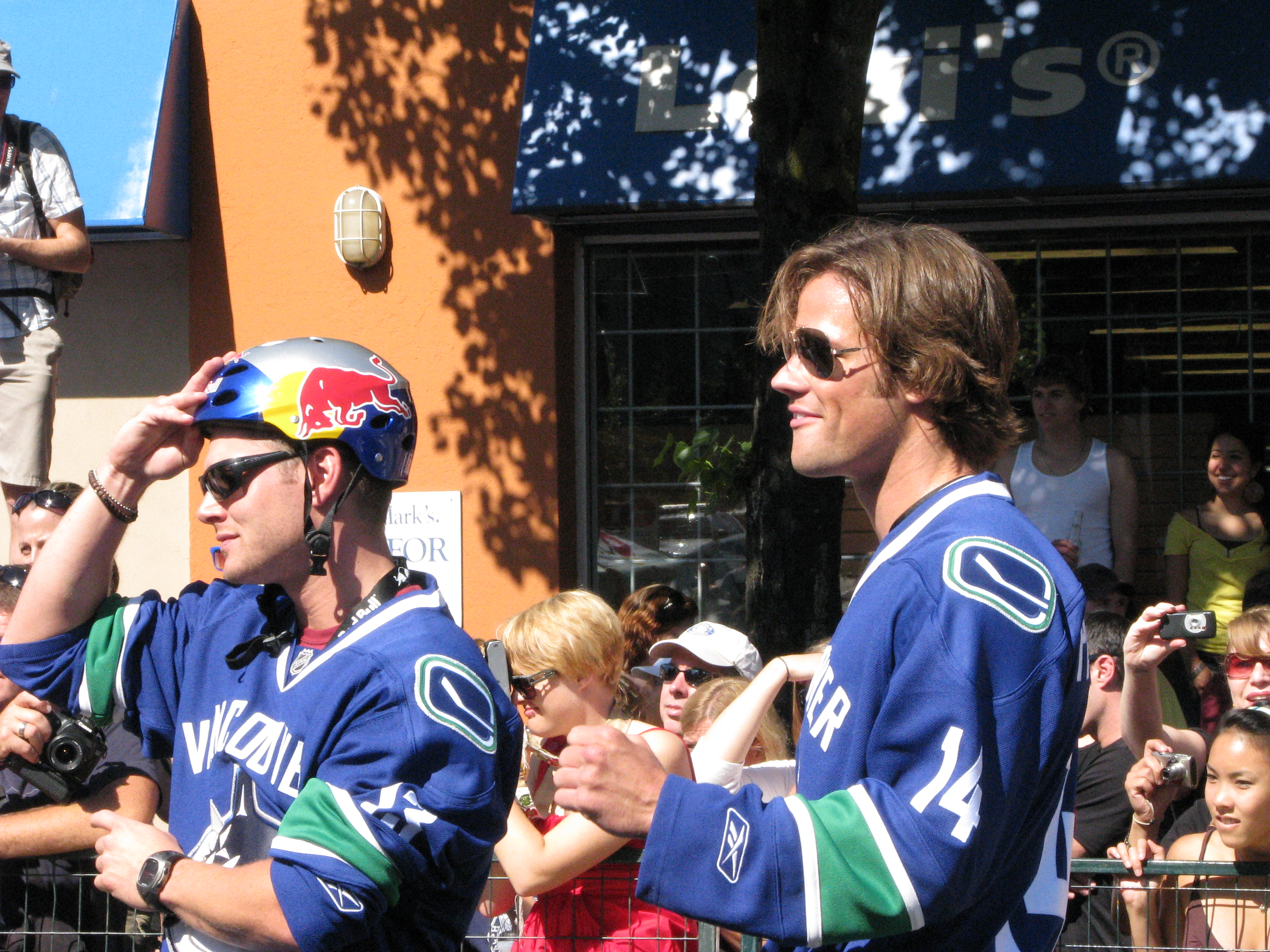
ジェンセン・アクレスとジャレッド・パダレッキ(2008年レッドブル・ソープボックスレース)

2005年、ワーナー・ブラザースのホラー/アクションシリーズ『スーパーナチュラル』のキャストに加わり、ディーン・ウィンチェスター役で出演。ディーンと彼の兄弟サム（ジャレッド・パダレッキ）は、全米各地を車で巡っては超常現象を調査し、モンスターを狩ったり、悪魔や天使との戦闘を行った。2020年11月15シーズンでフィナーレを迎え、北米で最も長く続いたSFシリーズとなった。
2006年夏、アクレスはインディペンデント系コメディ作品『テンインチ・ヒーロー』のプリーストリィ役を引き受けた。この作品は2007年始めにニューポートビーチ映画祭、フェニックス映画祭、サンタクルーズ映画祭などの映画祭で限定公開されたが、主要な主流の劇場公開には至らなかった。しかしアクレスのそのコメディタッチの間合いは賞賛の的となった。2008年春、『テン・インチ・ヒーロー』はブロックバスター社からDVDで独占発売された。彼はまた2007年6月5日～10日にテキサス州フォートワースのカーサ・マニャーナ・シアターにおいて『ア・フュー・グッドメン』のダニエル・キャフィー中尉役として、ルー・ダイアモンド・フィリップスとともに舞台出演もしている。
2006年9月、アクレスが『バイオハザードIV アフターライフ』のレオン・S・ケネディ役で出演交渉を進めているという噂が流れたが、アクレスの代理人がIGNの取材に答える形で噂は事実ではないと否定した。
しかしながら、その後も同様の噂が度々流れ、2009年8月にカナダのバンクーバーで行われた『スーパーナチュラル』コンベンションにて、バイオハザード出演に関する話は全て噂にすぎないと、本人の口から否定された。
2008年夏、2009年1月16日に全国公開されたカルト映画『マイ・ブラッディ・バレンタイン3D』のリメイク版にキャスティングされた。
2010年夏には、7月27日にDVDとブルーレイで発売されたアニメ映画『バットマン：アンダー・ザ・レッド・フッド（Batman: Under the Red Hood）』でジェイソン・トッドの声を担当。
2010年10月22日、ディズニー・インタラクティブ・スタジオは、2010年12月7日に発売されたビデオゲーム『トロン：エボリューション』でギブソンというキャラクターの声をジェンセンが担当することを発表した。
2019年、ジェンセンは『バットマン：ザ・ロング・ハロウィン』のコミックを原作としたアニメ映画の声優を務めるのではないかと噂されていた。ジェンセンはコンベンションの挨拶でも声優の仕事をしたことに言及していた。しかし2020年8月に発表された内容によると、第1部は2021年夏に、第2部と最終部は2022年秋に公開されるとのこと。 
2020年8月には、エリック・クリプキが企画に参加しているAmazon配信のSFブラックコメディテレビドラマシリーズ『ザ・ボーイズ（The Boys）』のシーズン３キャストにソルジャーボーイとして参加することが発表された。
2020年10月、妻のダニールと共に制作会社「Chaos Machine Productions」を設立し、ワーナー・ブラザースと独占契約を結んだ。ストリーミングサービス・ケーブル・放送ネットワーク向けの新番組の制作・開発・制作を行う。

### 音楽活動
コンベンションでのパフォーマンスを何年も続けてきたアクレスは、プロのシンガーとして初のオリジナル曲「Sounds of Someday」をリリースした。2018年、彼はミュージシャンのSteve CarlsonとコラボしてRadio Companyを結成。アクレスとカールソンは一緒に『Radio Company Vol.1』と題したデビューアルバムを完成させた。アルバムのファーストシングルはiTunesでリリースされ、2019年11月にはアルバムがリリースされた。

## 私生活
2001年頃から友人として親交のあった女優・ダニール・ハリスと、インディペンデント映画「Ten Inch Hero」での共演をきっかけに2006年から交際をスタート。2009年11月に婚約を発表し、翌年2010年5月15日に結婚。式はテキサス州のダラスで執り行われ、ダニールはクラシックスタイルの白色ストラップレスのウェディングドレス、ジェンセンはタキシードを着た。
2013年5月30日、第一子となる女の子（ジャスティス・ジェイ・アクレス）が誕生。
テキサス州ドリッピング・スプリングスにある「ファミリー・ビジネス・ビール・カンパニー」醸造所の共同経営者で、妻と義理の両親と一緒に経営している。醸造所の名前はスーパーナチュラル（「ファミリービジネス」はシリーズのキャッチフレーズである）から命名された。
ジェンセン・アクレスとスーパーナチュラルの共演者ジャレッド・パダレッキとミーシャ・コリンズは、2018年のテキサス州上院議員選挙でベト・オルークを支持した。
2019年、「Krewe of Bacchus」のパレードで51代目King of Bacchusに選ばれた。

## 受賞歴
| 対象作品                                       | 賞                                                                     | 部門 | 結果       | 備考   |
| ---------------------------------------------- | ---------------------------------------------------------------------- | --- | ---------- | ------ |
| デイズ・オブ・アワ・ライブス Days of Our Lives | ソープオペラダイジェストアワード Soap Opera Digest Awards              | 最優秀新人男優賞 Best Male Newcomer | 受賞       |        |
| デイズ・オブ・アワ・ライブス Days of Our Lives | デイタイム・エミー賞 Daytime Emmy Award                                | ドラマシリーズ優秀若手男優賞 Outstanding Younger Actor in a Drama Series                                                                                              | ノミネート | [ 6 ]  |
| デイズ・オブ・アワ・ライブス Days of Our Lives | デイタイム・エミー賞 Daytime Emmy Award                                | ドラマシリーズ優秀若手男優賞 Outstanding Younger Actor in a Drama Series                                                                                              | ノミネート | [ 7 ]  |
| デイズ・オブ・アワ・ライブス Days of Our Lives | オンライン映画&テレビジョン協会賞 Online Film & Television Association | 助演男優賞（デイタイムシリーズ） Best Supporting Actor in a Daytime Serial                                                                                            | ノミネート |        |
| デイズ・オブ・アワ・ライブス Days of Our Lives | デイタイム・エミー賞 Daytime Emmy Award                                | ドラマシリーズ優秀若手男優賞 Outstanding Younger Actor in a Drama Series                                                                                              | ノミネート | [ 8 ]  |
| デイズ・オブ・アワ・ライブス Days of Our Lives | オンライン映画&テレビジョン協会賞 Online Film & Television Association | 助演男優賞（デイタイムシリーズ） Best Supporting Actor in a Daytime Serial                                                                                            | ノミネート |        |
| スーパーナチュラル Supernatural                | ティーン・チョイス・アワード Teen Choice Awards                        | TV – ブレイクアウト賞 TV – Choice Breakout Star | ノミネート |        |
| スーパーナチュラル Supernatural                | コンステレーション・アワードConstellation Awards                       | 2006年SFドラマ最優秀演技男優賞 （邦題：別れ） Best Male Performance in a 2006 Science Fiction Television Episode (for "In My Time of Dying")                          | ノミネート | [ 9 ]  |
| スーパーナチュラル Supernatural                | SFX Awards                                                             | 最優秀テレビ男優賞 Best TV Actor | ノミネート |        |
| スーパーナチュラル Supernatural                | コンステレーション・アワードConstellation Awards                       | 2007年SFドラマ最優秀演技男優賞 （邦題：もうひとつの世界） Best Male Performance in a 2007 Science Fiction Television Episode (for "What Is and what Should Never Be") | ノミネート | [ 10 ] |
| スーパーナチュラル Supernatural                | Ewwy Awards                                                            | 主演男優賞ドラマ部門 Best Actor in a Drama Series | ノミネート | [ 11 ] |
| スーパーナチュラル Supernatural                | コンステレーション・アワードConstellation Awards                       | 2008年SFドラマ最優秀演技男優賞 （邦題：すべての始まり） Best Male Performance in a 2008 Science Fiction Television Episode (for "In the Beginning")                   | ノミネート | [ 12 ] |
| スーパーナチュラル Supernatural                | Ewwy Awards                                                            | 主演男優賞ドラマ部門 Best Actor in a Drama Series | 受賞       | [ 13 ] |
| スーパーナチュラル Supernatural                | コンステレーション・アワードConstellation Awards                       | 2009年SFドラマ最優秀演技男優賞 （邦題：5年後の世界） Best Male Performance in a 2009 Science Fiction Television Episode (for "The End")                               | ノミネート | [ 14 ] |
| スーパーナチュラル Supernatural                | TV Guide Award                                                         | 主演男優賞 Favourite Actor | 受賞       | [ 15 ] |
| スーパーナチュラル Supernatural                | ティーン・チョイス・アワード Teen Choice Awards                        | テレビドラマ男優賞：ファンタジー/SF部門 Choice TV Actor: Fantasy/Sci-Fi                                                                                               | ノミネート | [ 16 ] |
| スーパーナチュラル Supernatural                | コンステレーション・アワードConstellation Awards                       | 2012年SFドラマ最優秀演技男優賞 （邦題：煉獄からの脱出） Best Male Performance in a 2012 Science Fiction Television Episode (for "We Need To Talk About Kevin")        | ノミネート | [ 17 ] |
| スーパーナチュラル Supernatural                | ピープルズ・チョイス・アワード People's Choice Awards                  | テレビドラマ男優賞 Favorite Dramatic TV Actor | ノミネート | [ 18 ] |
| スーパーナチュラル Supernatural                | ティーン・チョイス・アワード Teen Choice Awards                        | テレビドラマ男優賞：ファンタジー/SF部門 Choice TV Actor: Fantasy/Sci-Fi                                                                                               | ノミネート | [ 19 ] |
| スーパーナチュラル Supernatural                | SFX Awards                                                             | 最もセクシーな男 Sexiest Man | 受賞       | [ 20 ] |
| スーパーナチュラル Supernatural                | SFX Awards                                                             | 最優秀テレビ男優賞 Best TV Actor | ノミネート |        |
| スーパーナチュラル Supernatural                | ピープルズ・チョイス・アワード People's Choice Awards                  | SF/ファンタジー番組の主演男優賞 Favorite Sci-Fi/Fantasy TV Actor | ノミネート | [ 21 ] |
| スーパーナチュラル Supernatural                | ピープルズ・チョイス・アワード People's Choice Awards                  | ブロマンス賞（テレビ部門） （共有受賞：ジャレッド・パダレッキ、ミーシャ・コリンズ） Favorite TV Bromance (shared with Jared Padalecki and Misha Collins)              | 受賞       | [ 21 ] |
| スーパーナチュラル Supernatural                | ロシア国民映画賞 Russian National Movie Awards                         | 最優秀外国人デュオ・オブ・ザ・イヤー 共有受賞：ジャレッド・パダレッキ Best Foreign Duo of the Year Shared with:Jared Padalecki                                        | ノミネート |        |
| スーパーナチュラル Supernatural                | TV Guide Award                                                         | テレビデュオ賞 共有受賞：ジャレッド・パダレッキ Favorite TV Duo Shared with:Jared Padalecki                                                                           | ノミネート |        |
| スーパーナチュラル Supernatural                | ピープルズ・チョイス・アワード People's Choice Awards                  | テレビデュオ賞 共有受賞：ジャレッド・パダレッキ Favorite TV Duo Shared with:Jared Padalecki                                                                           | ノミネート |        |
| スーパーナチュラル Supernatural                | ピープルズ・チョイス・アワード People's Choice Awards                  | TVドラマ男優賞 Favorite Dramatic TV Actor | ノミネート |        |
| スーパーナチュラル Supernatural                | ティーン・チョイス・アワード Teen Choice Awards                        | 相性（相棒）賞（テレビ部門）：ジェンセン・アクレス＆ミーシャ・コリンズ Choice TV Chemistry: Jensen Ackles & Misha Collins                                             | 受賞       | [ 22 ] |
| スーパーナチュラル Supernatural                | ピープルズ・チョイス・アワード People's Choice Awards                  | テレビ男優賞：SF/ファンタジー Favorite Sci-fi/Fantasy TV Actor | 受賞       | [ 23 ] |
| スーパーナチュラル Supernatural                | ピープルズ・チョイス・アワード People's Choice Awards                  | テレビ男優賞：SF/ファンタジー Favorite Sci-fi/Fantasy TV Actor | ノミネート | [ 24 ] |
| スーパーナチュラル Supernatural                | ティーン・チョイス・アワード Teen Choice Awards                        | テレビ男優賞：SF/ファンタジー Favorite Sci-fi/Fantasy TV Actor | ノミネート | [ 25 ] |
| スーパーナチュラル Supernatural                | クリティクス・チョイス・スーパー・アワード Critics Choice Super Awards | ホラーシリーズ主演男優賞 Best Actor in a Horror Series | 受賞       | [ 26 ] |

## 主な出演作品

### 映画
| 年   | 題名                                                                       | 役名                                | 備考                      |
| ---- | -------------------------------------------------------------------------- | ----------------------------------- | ------------------------- |
| 2004 | ザ・プライト・オブ・クラウナナ The Plight of Clownana                      | ジェンセン                          | 短編                      |
| 2005 | いけにえ Devour                                                            | ジェイク・グレイ                    |                           |
| 2007 | テンインチ・ヒーロー Ten Inch Hero                                         | プリーストリィ                      |                           |
| 2009 | ブラッディ・バレンタイン3D My Bloody Valentine                             | トム・ハニガー                      |                           |
| 2010 | バットマン:アンダー・ザ・レッドフード Batman: Under the Red Hood           | ジェイソン・トッド / レッド・フード | 声の出演                  |
| 2019 | バディ・ゲームズ The Buddy Games                                           | ジャック・ダーフィー                | カメオ出演                |
| 2021 | バットマン：ロングハロウィン・パート1 Batman: The Long Halloween, Part One | ブルース・ウェイン / バットマン     | オリジナルビデオ 声の出演 |
| TBA  | Rust                                                                       |                                     | 撮影中                    |

### テレビシリーズ

#### テレビドラマ
| 年        | 題名                                                       | 役名                         | 備考                                                |
| --------- | ---------------------------------------------------------- | ---------------------------- | --------------------------------------------------- |
| 1996      | ウィッシュボーン Wishbone                                  | マイケル・ダス               | 1エピソード Episode: "Viva Wishbone!"               |
| 1997      | スィート・ヴァレー・ハイ Sweet Valley High                 | ブラッド                     | 1エピソード Episode: "All Along in the Water Tower" |
| 1997      | ミスターローズ Mr. Rhodes                                  | マルコム                     | 7エピソード                                         |
| 1997      | シビル Cybill                                              | デヴィット                   | 1エピソード Episode: "The Wedding"                  |
| 1999-2000 | デイズ・オブ・アワ・ライブス Days of Our Lives             | エリック・ブレイディ         | レギュラー出演 16エピソード                         |
| 2001      | 偽りのブロンド ～マリリン・モンロー Blonde                 | エディG                      | ミニシリーズ                                        |
| 2001-2002 | ダークエンジェル Dark Angel                                | ベン（Ben、X5-493） アレック | 22エピソード                                        |
| 2002-2003 | ドーソンズ・クリーク Dawson's Creek                        | C.J.                         | 12エピソード                                        |
| 2003      | スティルライフ Still Life                                  | マックス・モーガン           | 6エピソード                                         |
| 2004-2005 | ヤング・スーパーマン Smallville                            | ジェイソン・ティーグ         | 22エピソード                                        |
| 2005-2020 | スーパーナチュラル Supernatural                            | ディーン・ウィンチェスター   | 兼計6話監督                                         |
| 2011      | SUPERNATURAL: THE ANIMATION Supernatural: The Anime Series | ディーン・ウィンチェスター   | Voice role; 2 episodes                              |
| 2017      | Kings of Con                                               | Justin Angles                | Episode: "Arlington, VA"                            |

#### WEB配信ドラマ
| 年   | 題名                     | 役名               | 配信局             | 備考              |
| ---- | ------------------------ | ------------------ | ------------------ | ----------------- |
| 2021 | ザ・ボーイズ The Boys    | ソルジャー・ボーイ | Amazon Prime Video | シーズン3より出演 |
| 2023 | ジェン・ブイ Gen V       | ソルジャー・ボーイ | Amazon Prime Video |                   |
| 2025 | カウントダウン Countdown | マーク・ミーチャム | Amazon Prime Video |                   |
| TBA  | Vought Rising            | ソルジャー・ボーイ | Amazon Prime Video |                   |

### 舞台
| 年   | 題名                                  | 備考                       |
| ---- | ------------------------------------- | -------------------------- |
| 2007 | ア・フュー・グッドメン A Few Good Men | ダニエル・キャフィー中尉役 |

### テレビゲーム
| 年   | 題名                                     | 役名               |
| ---- | ---------------------------------------- | ------------------ |
| 2010 | トロン：エボリューション Tron: Evolution | ギブソン           |
| 2011 | ザ・サード バースデイ The 3rd Birthday   | カイル・マディガン |

### 演出作品
| 年   | タイトル               | 備考                                             |
| ---- | ---------------------- | ------------------------------------------------ |
| 2004 | The Plight of Clownana | ショートフィルム。エグゼクティブ・プロデューサー |

## 日本語吹き替え
大半の作品で東地宏樹が担当している。
他には、成田剣、中原茂、白熊寛嗣なども担当したことがある。